# کووو (استان لوبوسکی)
کووو (به لهستانی:  Koło) یک روستا در لهستان است که در گمینا بروده (استان لوبوسکی) واقع شده‌است.
 کووو  ۳۲۰ نفر جمعیت دارد.